# She Came to Me
She Came to Me ist ein US-amerikanischer Spielfilm von Rebecca Miller aus dem Jahr 2023.
Die Uraufführung der romantischen Komödie war am 16. Februar 2023 als Eröffnungsfilm der Berlinale.

## Handlung
Der in New York lebende Komponist Steven Lauddem ist mit seiner früheren Therapeutin Patricia verheiratet und leidet unter einer kreativen Blockade. Er ist unfähig, die Partitur für seine Comeback-Oper fertigzustellen. Patricia rät ihm dazu, sich auf die Suche nach Inspiration zu begeben. Auf seinem Weg findet Steven weit mehr, als er je erwartet oder sich vorgestellt hatte. Er macht die Bekanntschaft mit der temperamentvollen Schlepperkapitänin Katrina, der geraten wurde, romantische Filme zu meiden. Auch tritt in der Geschichte ein ultrakonservativer Gerichtsstenograf und selbst ernannter Staatsanwalt auf, der sich für historische Reenactments begeistert. Weiterhin sind zwei verliebte Teenager mit von der Partie. Diese agieren im Gegensatz zu den neurotischen, obsessiven und voreingenommenen Erwachsenen in ihrem Umfeld besonnener und reflektierter. Mehrere Handlungen finden parallel statt, wodurch verschiedene Ebenen, Sparten und Generationen vermischt werden.

## Hintergrund
Für Rebecca Miller ist She Came to Me der sechste realisierte Spielfilm als Filmregisseurin und Drehbuchautorin. Im Jahr 2011 war unter dem gleichen Titel eine Kurzgeschichte von ihr in der Anthologie New Irish Short Stories veröffentlicht worden. Diese handelte von einem Schriftsteller, der auf der Suche nach Inspiration in einem Dubliner Pub die Bekanntschaft mit einer aus den USA stammenden Anhängerin der Gothic-Kultur macht und mit ihr Sex hat. Eithne Shortall von der britischen Zeitung The Sunday Times lobte Millers Geschichte seinerzeit als „bescheiden und akribisch ausgearbeitet“.

## Veröffentlichung
She Came to me wurde als Eröffnungsfilm der am 16. Februar 2023 beginnenden 73. Berlinale ausgewählt. Dort soll das Werk im Rahmen der Sektion Berlinale Special Gala außerhalb der Konkurrenz gezeigt werden. Rebecca Miller hatte bereits mit ihren vorangegangenen Spielfilmen Pippa Lee (2009) und Maggies Plan (2016) am Festival teilgenommen. Im Berlinale-Programm wurde She Came to Me als „Romeo-und-Julia-Geschichte im gespalteten Amerika“ angepriesen. Die „zwischen geistreicher Komödie und Problemromanze“ angesiedelte „Folk-Ballade“ werde „durch das Einflechten opernhafter Elemente um eine extravagante Perspektive bereichert“.
Als Eröffnungsfilm der Berlinale steht 2023 Leichtigkeit und Unterhaltung im Vordergrund.
Für den Weltvertrieb zeichnet Protagonist Pictures verantwortlich, während in Nordamerika CAA den Vertrieb übernommen hat.

## Auszeichnungen
Bei den Golden Globe Awards 2024 erhielt der Filmsong „Addicted To Romance“ von Bruce Springsteen eine Nominierung.